# ジャークスパイス

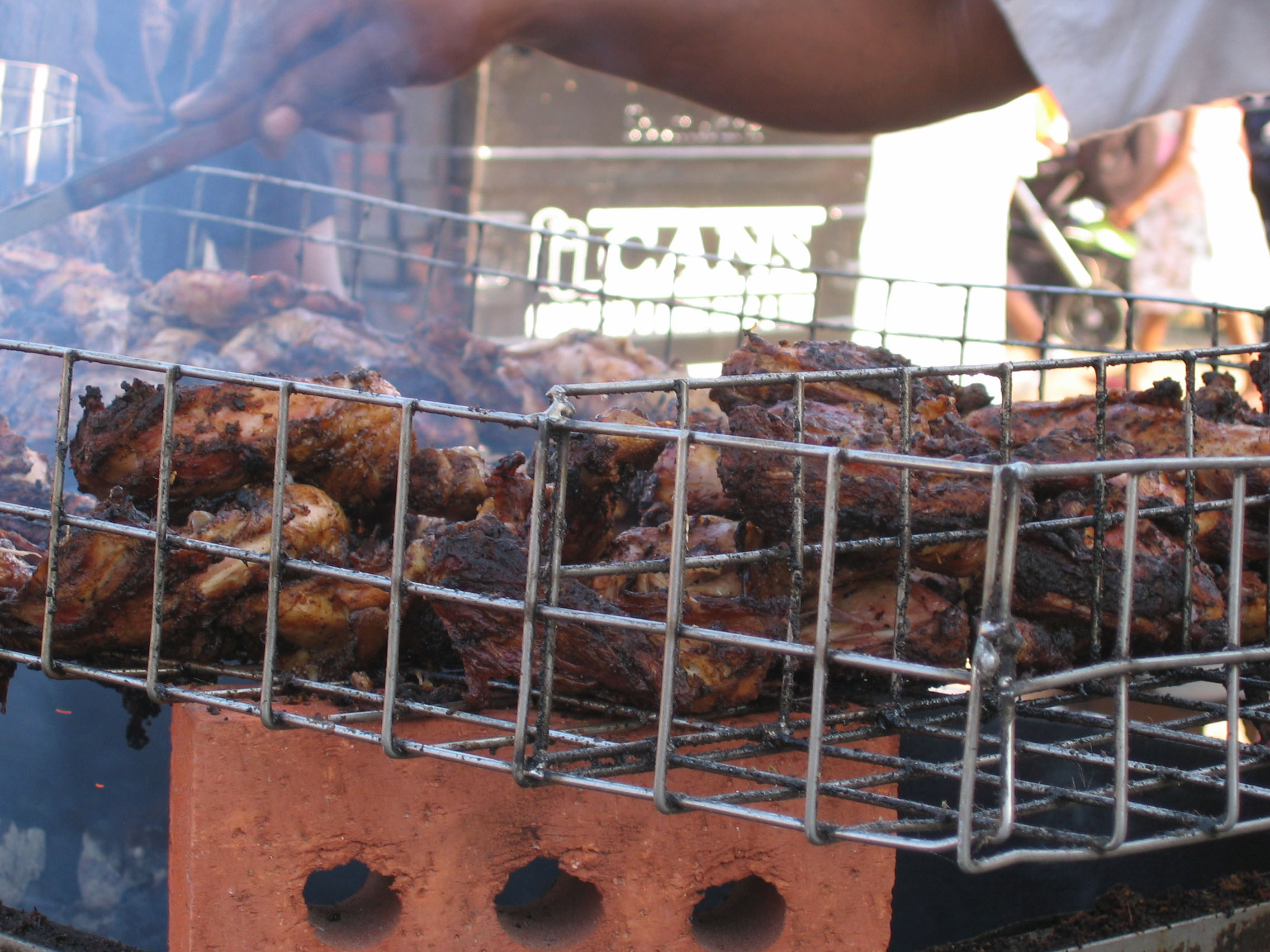
ジャークチキン

ジャークスパイス（Jerk Spice）とは、ジャマイカ料理でよく使用される辛いスパイスの事である。

## 概要
伝統的に鶏肉や豚肉に使われてきたが、現代では牛肉や羊肉、エビ、豆腐などのレシピにもジャークスパイスは使用されている。
主に以下に2種類のスパイスから構成される。
- オールスパイス
- スコッチボネット

その他は
- ナツメグ
- タイム
- ニンニク
- クローブ
- シナモン

などである。

## 歴史
「ジャーク」（jerk）は現地語では「チャーキ」（charqui）という。この言葉はスペイン語で「乾燥した肉」を意味する言葉に由来しており（英語のジャーキーと同根）、さらに元をたどれば南米のケチュア語の「チャルキ」に起源がある。
ジャマイカでは道端でドラム缶で作られたジャークスタンドを見かけることがよくあり、パンやキャッサバなどと共に売られている。